# Кент (Коннектикут)
Кент (англ. Kent) — місто (англ. town) в США, в окрузі Лічфілд штату Коннектикут. Населення — 3019 осіб (2020).

## Демографія
Згідно з переписом 2010 року, у місті мешкало 2979 осіб у 1246 домогосподарствах у складі 771 родини. Було 1665 помешкань
Расовий склад населення:
| - 94,4 % — білих - 1,6 % — азіатів - 1,2 % — чорних або афроамериканців - 0,7 % — корінних американців |

До двох чи більше рас належало 1,3 %. Частка іспаномовних становила 3,2 % від усіх жителів.
За віковим діапазоном населення розподілялося таким чином: 19,0 % — особи молодші 18 років, 59,8 % — особи у віці 18—64 років, 21,2 % — особи у віці 65 років та старші. Медіана віку мешканця становила 48,9 року. На 100 осіб жіночої статі у місті припадало 97,3 чоловіків;  на 100 жінок у віці від 18 років та старших — 94,5 чоловіків також старших 18 років.
Середній дохід на одне домашнє господарство  становив 95 255 доларів США (медіана — 64 464), а середній дохід на одну сім'ю — 118 099 доларів (медіана — 98 009). Медіана доходів становила 70 795 доларів для чоловіків та 52 271 долар для жінок. За межею бідності перебувало 9,2 % осіб, у тому числі 9,2 % дітей у віці до 18 років та 3,0 % осіб у віці 65 років та старших.
Цивільне працевлаштоване населення становило 1231 особа. Основні галузі зайнятості: освіта, охорона здоров'я та соціальна допомога — 35,7 %, науковці, спеціалісти, менеджери — 13,0 %, роздрібна торгівля — 8,9 %, мистецтво, розваги та відпочинок — 8,9 %.